# Benoît Dispa
Benoît Dispa (Luik, 18 september 1963) is een Belgisch politicus voor het cdH, sinds maart 2022 Les Engagés genaamd.

## Levensloop
Dispa behaalde het diploma van licentiaat in de Romaanse filologie, na studies aan de Facultés universitaires Notre Dame de la Paix in Namen en de UCL. Hij werkte van 1986 tot 1988 als assistent en docent aan de Universiteit van Namen en werd daarna in 1989 ambtenaar bij het Belgische Rekenhof, waar hij van 1999 tot 2005 eerste auditeur was. 
Hij begon zijn politieke loopbaan van 1995 tot 1998 als adjunct-kabinetschef en financieel adviseur van federaal minister Jean-Pol Poncelet. In april 2005 werd hij adjunct-kabinetschef en financieel adviseur van Waals minister André Antoine, belast met Huisvesting, Transport en Territoriale Ontwikkeling. Hij bleef deze functies bekleden tot in 2009 en was daarna van 2009 tot 2014 adjunct-kabinetschef van de Waalse ministers van Landbouw, eerst Benoît Lutgen en vanaf 2011 Carlo Di Antonio.
Dispa werd politiek actief voor de toenmalige PSC en werd in 1995 voorzitter van de lokale afdeling in Gembloers. In oktober 2000 werd hij verkozen tot gemeenteraadslid van de stad en van 2001 tot 2006 was hij tevens schepen van Financiën, Communicatie, Participatie en Jeugd. Na de gemeenteraadsverkiezingen van 2006 werd Dispa burgemeester van Gembloers, een functie die hij nog steeds uitoefent. Als burgemeester nam hij ook de bevoegdheden Burgerlijke Stand, Externe Betrekkingen, Communicatie, Cultuur en Sociale Cohesie op zich. Daarnaast zetelde Dispa van 2006 tot 2014 in de provincieraad van Namen.
Hij nam tevens verschillende bestuursmandaten op bij de tv-distributiemaatschappij Brutélé (2001-2017) de intercommunale voor de financiering van netwerken voor energiedistributie IDEFIN (2001-2007) en de intercommunale voor energiedistributie IDEG (2001-2007). Van 2007 tot 2014 was hij daarnaast bestuurder en lid van het beheerscomité van het Economisch Bureau van de provincie Namen en van 2013 tot 2020 ondervoorzitter van de UVCW, de Waalse vereniging van steden en gemeenten, waarvan hij sinds 2007 bestuurder is. 
Bij de federale verkiezingen van 25 mei 2014 stond hij als lijsttrekker op de cdH-lijst van de kieskring Namen voor de Kamer van volksvertegenwoordigers en werd verkozen. Dispa werd in de Kamer lid van de commissie Financiën en Begroting en was rapporteur voor de bijzondere commissie naar internationale fiscale fraude die werd opgericht naar aanleiding van de Panama Papers. Hij zetelde tot mei 2019 als federaal volksvertegenwoordiger en werd toen voor het arrondissement Namen verkozen in het Waals Parlement, waardoor hij tevens zitting kon nemen in het Parlement van de Franse Gemeenschap. In het Waals Parlement werd hij lid van de commissie Huisvesting en Lokale Besturen en beet hij zich vast in de Nethys-affaire, het schandaal rond exuberante vergoedingen die bestuurders van deze intercommunale kregen. Daarnaast had hij ook bijzondere aandacht voor het beheer van de coronacrisis en vertegenwoordigde hij zijn partij in de bijzondere commissie belast met de evaluatie van het beheer van de coronacrisis door het Waals Gewest. In het Parlement van de Franse Gemeenschap werd Dispa lid van de commissie Kind, Gezondheid, Cultuur, Media en Vrouwenrechten en na het ontslag van Alda Greoli werd hij er in december 2022 fractievoorzitter voor Les Engagés, hetgeen hij bleef tot in juli 2024.
Dispa werd opnieuw verkozen bij de Waalse verkiezingen van juni 2024. Na de vorming van de nieuwe Waalse Gewest- en Franse Gemeenschapsregering werd hij aangeduid als voorzitter van het Parlement van de Franse Gemeenschap, een functie die hij uitoefent sinds juli 2024.